# Zizi Adel
Zizi Adel (26 de outubro de 1987, Kuwait) é uma cantora egípcia. Adel chamou a atenção dos mídia em 2005, pela primeira vez, quando entrou na segunda série de Star Academy, ficando em terceiro lugar relativamente a Hisham Abdulrahman e Amani Swissi, após chegar à semifinal.

## Após a Star Academy
Depois de Star Academy, em 2007, Zizi assinou contrato com Rotana Records. Seu álbum de estreia, Wahad Tayib Kbeeeeeer Awi (One Good Package), lançado em 2007, foi composto por oito temas incluindo a Hobbo Eja Alayah (Fogo prematuro não contabilizado) e Wahad Tani.
Zizi ganhou o prémio "Melhor Artista Novo" pela ART e Melhor álbum de Zahrat Al Kaleej 2007.
Estudou no "Instituto de Música Arábica.
Seu segundo álbum foi lançado em 2009, chamando-se Waed Alia, apresentando dez canções.
Ausente da cena musical durante sete anos por causa da doença de seu pai e de sua saída em 2014, regressou à cena musical como solista, assinando contrato com a companhia artística Mohsen Jaber e canais Mazzika; Zizi lançou o álbum Sou mulher em 2015, assim voltando ao palco.

## Discografia

### Álbuns
- Ana Unthaa أنا أنثى: 2015:عالم الفن، مزيكا
- 2007: Wahda Tayiba
- 2009: Waed Alia وعد علياتا